# Амдерма (аэропорт)
А́мдерма — гражданский региональный аэропорт посёлка Амдерма, Ненецкий АО, в статусе посадочной площадки. До начала 1990-х годов использовался также как военный аэродром.

## История
С 1956 до 1993 г. на аэродроме базировался 72-й Гвардейский Полоцкий ордена Суворова III степени истребительный авиаполк, на вооружении которого состояли истребители МиГ-19П, Як-25, Ту-128 (с 1969 г.), МиГ-31 (с 1987 г.).
Аэродром Амдерма 2 класса, способен принимать самолёты Ил-76, Ту-134 и все более лёгкие, а также вертолёты всех типов. Максимальный взлётный вес воздушного судна 200 тонн.
В аэропорт Амдерма два раза в месяц выполняются рейсы авиакомпании Нордавиа на самолёте Ан-24 по маршруту Архангельск — Нарьян-Мар — Амдерма, а также два раза в месяц рейсы из Нарьян-Мара на самолёте Ан-2 или вертолёте Ми-8 ОАО «Нарьян-Марский объединённый авиаотряд».
В феврале 2024 года аэропорт был закрыт из-за нехватки финансовых средств.

## Технические характеристики

### Принимаемые типыВС
Ан-2, Ан-24, Ан-26, Ан-30, Ан-72, Ан-74, Ан-148, Ил-76, Ту-134, Ту-154, Ту-204, Ту-214, Як-40, Як-42, Sukhoi Superjet 100 и др., вертолёты всех типов

## Показатели деятельности
| год        | 2014 | 2015 | 2016 | 2017 |
| пассажиров | 1783 | 1673 | 1492 | 1476 |
| Источники: |      |      |      |      |

## Происшествия
- 8 сентября 1969 г. (по другим данным 14 сентября 1969 г.) катастрофа самолёта Ту-128, аэродром Амдерма. Во время посадки после касания колесами земли начала складываться левая нога шасси. Самолёт коснулся одной плоскостью земли и его начало сносить вправо с ВПП. Руководитель полетов дал команду экипажу на катапультирование. Существует две версии дальнейшего развития событий. По одним сведениям, штурман корабля катапультировался на скорости 140 км/ч. Летчик катапультировался (по расчетным данным) на скорости около 80 км/ч. Однако для полного приведения в действие парашютной системы необходима скорость не менее 120 км/ч. Из-за недостатка скорости командир корабля погиб. По другим сведениям, катапультирование вообще не проводилось. На пути своего движения самолёт ударился в транспортный самолёт Ан-12, ожидавший очереди на взлет, и стоявший с запущенными двигателями на второй рулежной дорожке. При столкновении самолётов произошло разрушение обоих самолётов, и возник пожар. Экипаж транспортного самолёта и пассажиры, находившиеся в нём, погибли. Штурман самолёта Ту-128 получил ожоги спины и долгое время проходил лечение. Причины: складывание основной ноги шасси самолёта было вызвано конструктивно-производственным недостатком замка выпущенного положения шасси.
- 30 марта 1973 г. авария самолёта Ту-128, аэродром Амдерма. ДУМП с нижним краем облачности 70 м. Летчик выполнил выход на БПРМ и одновременно под облака с ошибкой 10° на повышенной скорости. Лётчик убирает обороты до малого газа и продолжает строить заход на посадку. Когда понимает, что из этого ничего не выйдет, переводит РУДы на максимал. Но тяги нет. Он продолжает заход, стремясь попасть на полосу. Когда летчик понял, что на полосу всё-таки не попадает, делает ещё одну ошибку. Приемистости двигателей не хватало, тяга всё ещё недостаточно выросла, тогда летчик включил форсаж двигателей. Сопла двигателей открылись, и даже та тяга, которая только начала появляться, исчезает. Самолёт садится левой ногой на боковую полосу безопасности, а правой в сугроб. Складывается правая стойка шасси. Самолёт бросает вправо. Складываются левая и передняя стойки. Отрываются ракеты, и тут включается форсаж (прошло время, необходимое для его розжига в этих двигателях). Далее 800 м самолёт не касается земли. Затем правой плоскостью ударяется в бруствер снега у рулежной дорожки. Плоскость отрывается, самолёт разворачивает и задним ходом выносит на перрон аэровокзала, где и останавливается в 15 м от стоящего Як-40. Недалеко от перрона находилась ЦЗТ. Подбежавший техник самолёта сумел открыть фонарь и выключил двигатели. В процессе движения самолёта в сторону аэровокзала рулил гражданский борт, пилот которого, увидев двигающийся в его сторону Ту-128, притормозил и самолёты разминулись в считанных метрах. После остановки и покидания его экипажем (штурман, не получивший травм, помог вытащить лётчика, у которого было несколько переломов рук и ног) самолёт загорелся, сработали катапультные кресла и взорвались ТРЖК. Самолёт полностью сгорел. Причина — ошибка экипажа при заходе на посадку.
- 2 сентября 1975 г. авария самолёта Ту-128УТ, аэродром Амдерма. Экипаж в составе двух заместителей командира полка и старшего штурмана полка выполняли посадку на аэродроме базирования. Посадка была произведена на повышенной скорости (около 350 км/ч). Тормозной парашют оборвался. Погасить большую скорость не удалось даже аварийным торможением (команду на него дал штурман-оператор). Самолёт на большой скорости выкатился за пределы ВПП, ударился в снежную насыпь и подломил носовую ногу шасси. Кроме того, в результате сильного удара на фюзеляже за кабиной экипажа образовалась значительная трещина. Экипаж невредим, самолёт восстановлению не подлежит. Причиной ЛП явилась недостаточная предполетная подготовка экипажа, где не были распределены обязанности членов экипажа на различных этапах полета. После этой аварии было ещё раз обращено внимание на недопустимость планирования в экипаж инструктора и проверяемого, занимающих должности одного уровня.
- 3 сентября 1979 года катастрофа самолёта авиакомпании «Аэрофлот» Ан-24Б вблизи аэродрома. Погибли 40 человек.

- 3 июля 1986 г. авария самолёта Ту-128М, аэродром Амдерма, КК замкомандира АЭ Козаченко. Экипаж в ходе учений выполнял облет самолёта после длительного хранения. Во время взлета после взятия летчиком штурвала на себя для создания взлетного угла произошло заклинивание штурвальной колонки. После отрыва самолёта его угол атаки продолжал расти. Экипаж принял решение на катапультирование. Катапультирование произошло в 300—400 м от торца ВПП. Экипаж благополучно приводнился на удалении около 1000 м от торца ВПП. Командиру удалось выбраться на льдину, а штурман находился в воде до подъёма его на спасательный катер. Вертолетов ПСС на аэродроме не оказалось. Сильный ветер, дувший со стороны моря, долгое время мешал спасательным лодкам приблизиться к штурману корабля. Это привело к значительному переохлаждению его организма. Точную причину ЛП установить не удалось, поскольку самолёт утонул на большой глубине. Наиболее вероятная причина: заклинивание проводки управления вследствие усиленного окисления деталей жесткой проводки, выполненных из магниевого сплава.